# Герб Утены
Герб Утены (лит. Utenos herbas) — геральдический атрибут города Утена и Утенского районного самоуправления, Литва. Первоначально утверждён в 1969 году, современный вариант в 1996 году.

## Описание и символика
В лазурном поле золотая подкова, под ней серебряная восьмиконечная звезда-искра.
Подкова — символ удачи и напоминание о прошлом. Также она символизирует конный спорт, которым славится Утенский край, а искра — стремительно растущий город.
Автор эталона Раймондас Микнявичюс.

## История

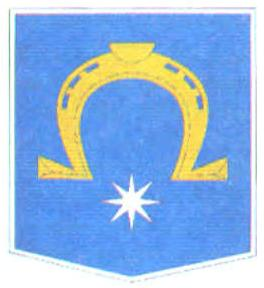
Герб 1969 года

Герб Утены одобрен Республиканской геральдической комиссией в 1969 году. Авторы — Алдона Йонушкайте (Шалтениене) и Арвидас Шалтенис. Описание: «В пятиугольном щите на синем поле изображена золотая подкова и восьмилучевая серебряная звезда, символизирующие богатое прошлое и перспективное будущее». Через год герб был упразднён. Современный герб, основанный на гербе 1969 года, был принят Литовской геральдической комиссией 19 сентября и утверждён указом Президента Литовской Республики 26 сентября 1996 года.